# Bleeding Love
"Bleeding Love" é uma canção composta pelos artistas norte-americanos Ryan Tedder e Jesse McCartney. Inicialmente intencionada para o terceiro álbum de estúdio do último, a sua editora discográfica acabou por rejeitá-la, fazendo com que a canção fosse mais tarde oferecida a cantora britânica Leona Lewis, que naquele momento estava no início do processo de produção e gravação do seu álbum de estreia, Spirit (2007). Gravada em locações distintas na cidade norte-americana de Los Angeles, Califórnia, "Bleeding Love" foi distribuída no Reino Unido e Irlanda pela editora Syco nos finais de 2007 como o segundo single do projecto e pela Sony BMG Music Entertainment ao longo do primeiro trimestre de 2008 ao redor do mundo como o primeiro single internacional da artista. Tedder foi também responsável pela produção, arranjos, instrumentação e ainda programação da faixa, cujo conteúdo lírico aborda uma protagonista que embora emocionalmente ferida pelo seu amante, continua a amá-lo e aceitar a sua dor enquanto "sangra amor". Musicalmente, é uma balada do género pop com leves influências de R&B.
Aquando do seu lançamento, foi em geral bem recebida pela crítica especialista em música contemporânea, com a maioria dos elogios sendo direccionados ao desempenho vocal da intérprete, que foi comparado ao da cantora norte-americana Mariah Carey. Todavia, a produção e instrumentação da obra foram criticados por alguns resenhistas, que descreveram-nas como "enfadonhas" e "antiquadas". Não obstante, "Bleeding Love" recebeu duas nomeações na 51.ª cerimónia anual dos prémios Grammy, incluindo "Gravação do Ano", e foi coroada como a "Gravação do Ano" de 2007 no Reino Unido. A nível comercial, o single foi igualmente bem sucedido. Segundo a Federação Internacional da Indústria Fonográfica, alcançou o topo de tabelas musicais de 34 países, inclusive o seu país natal, no qual tornou-se na canção mais rapidamente vendida de sempre e dominou a tabela de singles pela maior quantidade de tempo para uma artista feminina. Nos Estados Unidos, foi o primeiro single de uma artista britânica feminina a atingir a liderança da tabela de singles em cerca de vinte anos. "Bleeding Love" foi a música mais baixada do iTunes em 2008 ao redor do mundo.
Um vídeo musical foi gravado em Los Angeles, Califórnia, sob realização de Melina Matsoukas para promover o lançamento do single. Publicado na página do YouTube da cantora a 17 de Outubro de 2007, ele é definido em um bloco de apartamentos, contando quatro histórias sobre casais em estágios diferentes do relacionamento. Nele, Lewis pode ser vista usando um vestido Dolce&Gabanna incrustado de cristais com o peso de dezoito quilos (quarenta libras) e custo de cem mil libras esterlinas. Na cerimónia dos prémios MOBO de 2008, venceu na categoria "Melhor Vídeo". Um segundo vídeo musical foi filmado na Times Square na Cidade de Nova Iorque para ajudar o lançamento internacional do single. O conceito do mesmo foi desenhado por Ryan Tedder e fez a sua estreia nos EUA a 29 de Janeiro de 2008 através do Yahoo! Music. O teledisco alcançou o número um do canal de televisão VH1 e venceu "Melhor Vídeo" na cerimónia de entrega de prémios do mesmo.
De modo a promover a canção, Lewis interpretou-a em várias ocasiões diferentes, inclusive nos programas de televisão The X Factor no Reino Unido, Wetten, dass..? na Alemanha, The Oprah Winfrey Show e The Ellen Degeneres Show nos Estados Unidos. A 24 de Setembro de 2007, Lewis organizou uma festa especial de lançamento de Spirit no Hotel Oriental Mandarin em Knightsbridge, Londres, na qual interpretou "Bleeding Love", entre outras canções do álbum. Uma versão cover da canção foi gravada pelos membros da banda indie rock The Wombats após beberem três garrafas de vinho em Paris, França. O tema foi também adicionado ao alinhamento de faixas de The Labyrinth, digressão de estreia de Lewis, e foi cantado por Lewis com o apoio da cantora norte-americana Taylor Swift em um dos concertos norte-americanos da The 1989 World Tour.

## Antecedentes e lançamento
O prémio de Lewis ao vencer a terceira temporada do programa de televisão britânico The X Factor em 2006 foi um contrato discográfico no valor de um milhão de libras estrelinas com a editora Sony BMG Music Entertainment, na qual Simon Cowell era um executivo A&R. Na transmissão do episódio final ao vivo, a jovem cantora fez um dueto da canção "A Million Love Songs" (1992) com Gary Barlow, vocalista da banda britânica Take That, que naquela noite comentou com Cowell: "Essa menina é provavelmente cinquenta vezes melhor do que qualquer outro concorrente que você já teve, então você tem uma grande responsabilidade de produzir uma obra maravilhosa com ela." Cowell afirmou que as palavras de Barlow tiveram um impacto forte em si, portanto, a decisão tomada foi de não apressar o álbum de estreia da cantora, visto que ele agora pretendia obter "um disco incrível" repleto de material original, o que acreditava que não poderia ser feito em um período inferior a um ano. Do mesmo jeito, Lewis também queria um álbum de alta qualidade do qual poder-se-ia orgulhar. O seu ex-mentor revelou-a que não se importava caso o álbum levasse três anos a ser produzido, desde que fosse feito da maneira certa.
Em Fevereiro de 2007, Ryan Tedder, vocalista e compositor da banda OneRepublic, tinha composto uma faixa intitulada "Bleeding Love" juntamente com o cantor norte-americano Jesse McCartney para o terceiro trabalho de estúdio deste último, intitulado Departure (2008). Contudo, a editora discográfica de McCartney rejeitou o tema. Tedder, que tinha a certeza que "Bleeding Love" seria um êxito massivo, achou que os executivos da editora do cantor estivessem "fora de si". McCartney quis guardar a música para si mesmo pois havia desenvolvido um afecto para com a mesma, mas Tedder achou que a canção não iria resultar com ele. Tedder havia previamente feito a decisão de jamais trabalhar com participantes do programa de televisão American Idol, todavia, ainda não tinha ouvido falar sobre o The X Factor. Após ver uma página online sobre Lewis na qual pôde ouvir a voz dela, ele achou que a sua voz "soou irreal", afirmando que "olhando da perspectiva de um compositor, esta rapariga — com ou sem um programa de TV — tem uma das melhores vozes que já ouvi." Ao tomar conhecimento que Cowell estava à procura de canções para o álbum de estreia de Lewis, o compositor convenceu McCartney a oferecer a canção a Lewis e fez novos arranjos em "Bleeding Love", alterou a tonalidade e modificou-a para que se adequasse à voz da cantora.

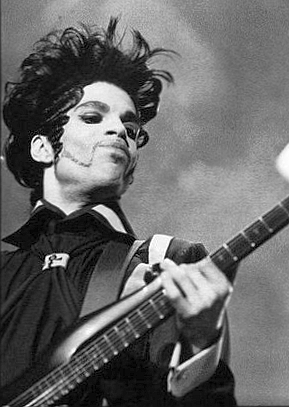
O músico norte-americano Prince foi uma inspiração durante o processo de composição de "Bleeding Love".

A 25 de Abril seguinte foi publicado um comunicado de imprensa que revelava que Cowell e Clive Davis, presidente e CEO da editora discográfica J Records, iriam trabalhar na gravação das canções e selecção de produtores para o álbum. Todavia, a produção do álbum acabou sendo prejudicada por um surto de amigdalite por parte da intérprete, surto este que coincidiu com a falta de produtores disponíveis para trabalharem no disco. "Bleeding Love" foi a primeira canção a ser confirmada no alinhamento de faixas de Spirit. Foi dito ter-se um prazo de finalização da produção para Setembro de 2007, mas o disco só seria finalmente lançado dois meses depois.
"Eu primeiro descobri ela no YouTube. OneRepublic havia assinado o nosso contracto mas nós não estávamos a fazer grandes coisas então eu estava a tentar fazer as maior quantidade possível de composição possível. Quando vi Leona, eu não sabia nada sobre o The X Factor e tampouco me preocupava — eu apenas sabia que queria compor a sua primeira canção. Ela é uma perfeccionista extrema e domina a sua voz melhor do que qualquer artista com quem já trabalhei. Ela é como uma cientista quando se trata de trabalhar no estúdio. Quando eu estava a compor 'Bleeding Love', eu estava muito embrulhado num pensamento de como se estivesse em 1990 e eu fosse Prince, para onde é que isso poderia liderar a melodia?"
— Ryan Tedder, o compositor da faixa, em entrevista ao jornal Daily Mirror em Maio de 2008.
"Bleeding Love" foi lançada na Irlanda a 19 de Outubro de 2007 e dois dias depois no Reino Unido como o segundo single de Lewis. Em meados de Dezembro, foi também divulgado na Oceania e em outros mercados europeus, como a Suécia. Aquando do desempenho comercial inicial favorável de ambos álbum e single no Reino Unido e Irlanda, Davis tomou a decisão de fazer também um lançamento na América do Norte, fazendo de "Bleeding Love" o primeiro single internacional de Lewis. O lançamento em formato digital na iTunes Store foi o primeiro, a 18 de Dezembro, enquanto o lançamento em versão física apenas ocorreu a 18 de Março de 2008, ano no qual "Bleeding Love" foi igualmente distribuída pela Sony BMG Music Entertainment ao redor dos restantes mercados musicais ao redor do mundo, inclusive Hong Kong, Países Baixos, Japão, Alemanha e França. Após o sucesso internacional da versão de Lewis, McCartney gravou a sua própria versão e incluiu-a como uma faixa bónus da versão internacional de Departure.

## Estrutura musical e conteúdo

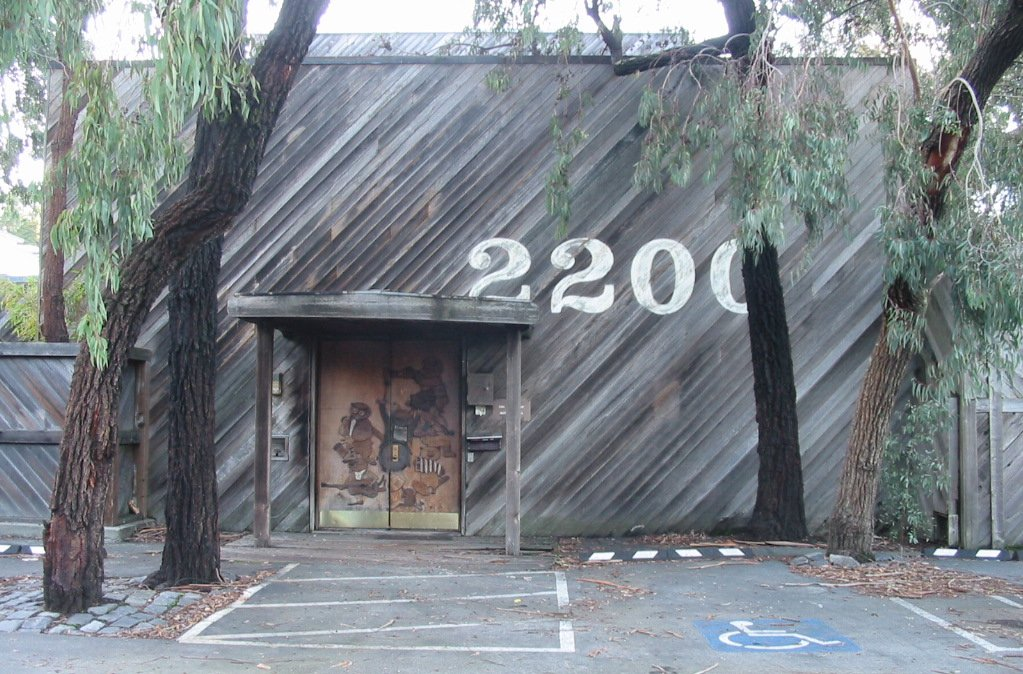
O The Record Plant foi um dos vários estúdios localizados em Los Angeles, Califórnia, nos quais "Bleeding Love" foi gravada.

"Bleeding Love" é fruto de um esforço colaborativo entre Ryan Tedder e Jesse McCartney, com Tedder sendo o único responsável não só pela produção e arranjos, mas também pela programação e instrumentos de corda. Bem como a maior parte do material de Spirit, a faixa foi gravada em diversas locações ao redor da cidade de Los Angeles, Califórnia, inclusive nos estúdios Mansfield e The Record Plant por Tedder e Craig Durrance sob assistência de Nate Hertweck. Um outro local de gravação foi o estúdio Encore, localizado em Burbank ainda no estado da Califórnia. Phil Tan foi o responsável pela mixagem no estúdio Soapbox em Atlanta, Geórgia, sob assistência de Josh Houghkirk.
Musicalmente, "Bleeding Love" é uma canção do género pop com influências leves de rhythm and blues. Segundo o publicado pela Kobalt Music Publishing America na página Musicnotes.com, foi definida no compasso de 4/4 na tonalidade de Fá maior com uma dança que se desenvolve no metrónomo de 104 batidas por minuto. A voz de Lewis atinge as notas de Si durante a ponte e no refrão final, e Dó em cada pré-refrão. O alcance vocal da canção é de 1,75 oitavas, de Dó4 até Si5, e foi construída no padrão musical comum de estrofe-refrão-ponte.
A instrumentação da faixa contém um órgão de igreja audível em toda a sua duração e integra instrumentos de percussão com sonoridade semelhante a "blocos de madeira se batendo". Segundo Stephen Thomas Erlewine, do portal Allmusic, o órgão é similar ao som de abertura gospel da canção "Vision of Love" (1990) da cantora norte-americana Mariah Carey. Tedder revelou que a sua intenção era de criar uma canção que fosse "viciante, então combinei uma batida de bateria pesada com uma sequência de acordes linda." Instrumentos de cordas sintetizados também são elementos chave durante toda a canção que, de forma intermitente, integram a percussão de bloco sonoro ao longo da faixa. Uma marcha de tambor distorcida e pesada acompanha o pano de fundo. Segundo Nick Levine, do blogue Digital Spy, Tedder misturou a instrumentação de balada de "Bleeding Love" com "aquele tipo de batidas fortes e pesadas que você normalmente encontraria em uma obra de Timbaland." "Bleeding Love" emprega uma mudança harmónica no início da ponte. Uma mudança harmónica ou variedade harmónica geralmente identifica as pontes das músicas. Em "Bleeding Love", a volta em torno da progressão comum I, vi, IV, V (Fá, Rém, Si, Dó) utilizada exclusivamente até a ponte para as duas estrofes e refrões muda para concentrar-se na relativa menor: vi, IV , I/V, V (Rém, Dó♭, Fá/Dó, Dó).
"Eu co-escrevi ela com Jesse McCartney; ele se sentia inspirado por Prince. Jesse tinha um êxito massivo [nas suas mãos] — 'Beautiful Soul' — e eu trabalhei com ele nele e senti que eu não estava em mim. Voltei para o meu quarto, disse: 'Estarei uma hora atrasado para a sessão. Que tal se fizéssemos apenas algo simples?' Sentei no meu apartamento em West Los Angeles e disse: 'O que faria Prince?' Então cantei por cima de uma melodia de órgão e tive a estrofe completa e o refrão da canção. Concluímos a canção, estrofes e refrão naquele dia. A sua editora ouviu-a, e logo de seguida respondeu: 'Não é um êxito!' Então experimentamos três tonalidades diferentes para que ficasse boa para Leona Lewis. Ela arrasou, e o resto é história."
— Ryan Tedder a fazer argumentos sobre a composição de "Bleeding Love" em entrevista à Billboard.
McCartney revelou ter escrito a letra da música sobre Katie Cassidy, sua namorada de longo tempo: "Eu fiquei a pensar sobre estar tão apaixonado que até doía. Estava distante da minha namorada por quatro meses naquele momento e queria muito [desistir] e voltar para casa. Eu estava tão apaixonado que era doloroso. Era como se eu estivesse a sangrar, cortou-me e jorrei sangue. Era assim que estava a minha mente e essa ideia realmente combinou com a canção." A canção se refere a uma protagonista em um relacionamento que é extremamente cega pelo amor. Independentemente das inúmeras advertências dos seus amigos e o facto de estar emocionalmente ferida pelo seu amante, ela continua a amar e aceitar a dor. Metaforicamente, isto é representado pelo coprotagonista "abrindo-a pelo meio." No entanto, tudo o que ela pode fazer é "sangrar de amor" pelo seu amante. Jane Dratz publicou uma interpretação cristã para ajudar os leitores da página Christian Post a relacionarem-se com a faixa e expressarem a sua fé cristã através dela.

## Repercussão

### Recepção crítica
| Críticas profissionais | Críticas profissionais |
| Avaliações da crítica  | Avaliações da crítica  |
| Fonte                  | Avaliação              |
| ---------------------- | ---------------------- |
| BBC Music              | (mista)                |
| Billboard              | (positiva)             |
| Digital Spy            | [ 29 ]                 |
| Evening Standard       | (positiva)             |
| IGN                    | (positiva)             |
| The New York Times     | (positiva)             |
| Rolling Stone          | (positiva)             |
| Slant Magazine         | (positiva)             |
| Time                   | (negativa)             |
| The Village Voice      | (positiva)             |

A reacção da crítica profissional em música contemporânea foi predominantemente positiva, com a maior parte dos elogios sendo dirigidos ao desempenho vocal de Lewis, que foi comparado ao de outras grandes artistas femininas. Todavia, a sua produção foi criticada por alguns resenhistas por soar "antiquada". O portal Showbiz Spy descreveu a faixa como "alimentada emocionalmente", dizendo: "esta faixa mostra perfeitamente a destreza impressionante do vocal de Leona e a partir do momento em que ela abre a boca, somos imediatamente lembrados sobre a sua voz incrível, capaz de provocar uma parada cardíaca e um leve toque de lucidez."

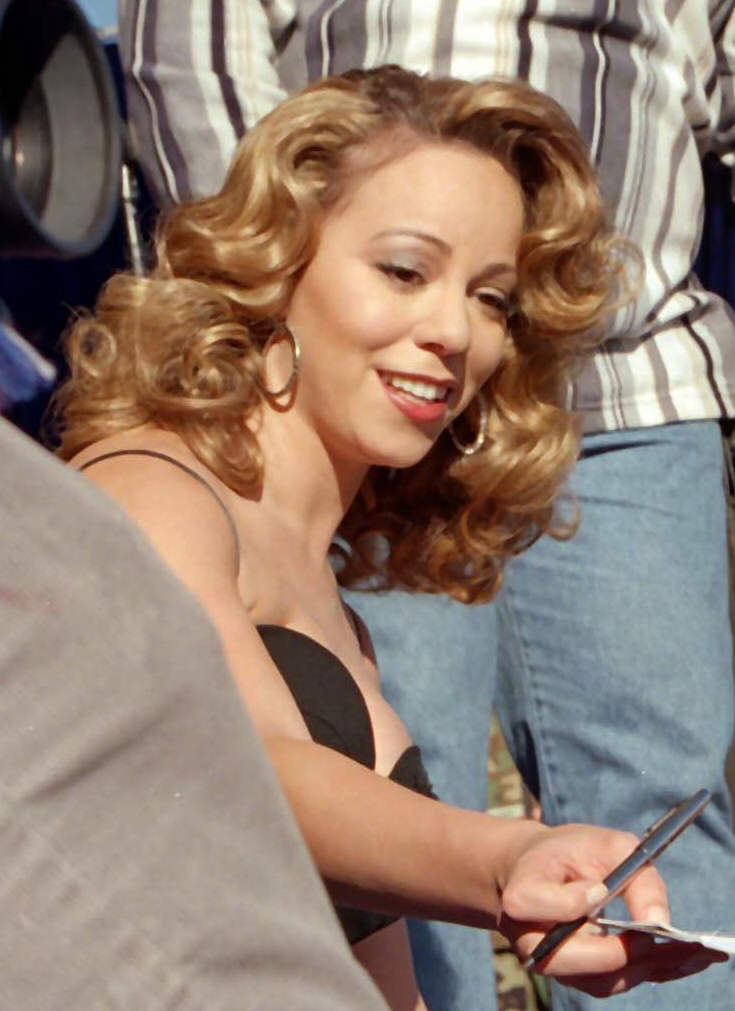
O desempenho vocal de Lewis em "Bleeding Love" foi comparado ao da cantora norte-americana Mariah Carey.

Nick Levine, resenhista do portal britânico Digital Spy, atribuiu à canção quatro estrelas de um máximo de cinco, dizendo que é "simplesmente o melhor single a ser lançado por qualquer vencedor do The X-Factor", e descrevendo-o como "uma gravação pop inteligente de forma brilhante, conseguindo oferecer a balada que os fãs de Lewis do X Factor sem dúvida desejam, e ao mesmo tempo sugerindo uma pitada de credibilidade nas ruas sob a forma de batidas impressionantes. Whitney, Mariah, Celine... Leona? Subitamente todas as comparações com estas uber-divas já não parecem tão ridículas." Enquanto escrevia uma análise para Spirit, Levine elogiou a obra por ser um melhoramento em relação a "A Moment Like This", o single anterior de Lewis, o qual ele achou "genérico". O portal posicionou a faixa no segundo lugar da lista dos vinte melhores singles de 2007, elaborada por Levine e o editor Alex Fletcher.
Na revisão para o periódico norte-americano Billboard, o analista Chuck Taylor achou "Bleeding Love" uma "uma estreia colossal e atemporal", afirmando que "não apenas um êxito harmónico logo à primeira audição, mas também uma batida ondulada pegajosa e cheia de alma com um vocal inegável." Tom Breihan, para o jornal The Village Voice, descreveu a canção como um "material emo-pop elaborado perfeitamente... a velha Mariah está ciumenta agora mesmo." Nate Chinen, para o jornal The New York Times, elogiou o desempenho vocal da artista e comparou a sua voz soprano no verso "I’ll be wearing these scars for everyone to see" ao da cantora norte-americana Whitney Houston. Escrevendo uma analise de Spirit para o portal IGN, Chad Grischow seleccionou "Bleeding Love" como a melhor canção do álbum. A mesma opinião foi partilhada por Chris Elwell-Sutton, do jornal britânico Evening Standard. Sal Cinquemani, para a Slant Magazine, elogiou bastante a voz de Lewis e descreveu a faixa como "aquele tipo de canção pop que se anuncia logo na primeira nota (neste caso, um órgão distorcido), e embora seja uma balada pop comercial, Lewis faz uma entrega vocal boa, e o loop de bateria da canção dá a ilusão de ritmo."
"É certamente debatível se Lewis será ou não a Mariah Carey do novo milénio, mas o facto é, você poderia trocar ela por Mimi nesta canção e ela ainda iria soar exactamente o mesmo... o que é uma enorme afirmação que a vencedora do X-Factor britânico pode receber. Para onde ela irá deste ponto cabe a cada um de nós adivinhar, embora será difícil para ela igualar a destreza mestre empregada em 'Love'."
— O crítico James Montgomery na sua análise de "Bleeding Love" para a MTV.
Embora tenha elogiado o desempenho vocal da artista na canção escrevendo para a revista Time, Josh Tyrangiel opinou que no final de contas, a canção torna-se "aborrecida". Kevin Wicks, da versão norte-americana do BBC, expressou que "a percussão inovativa não consegue impedir 'Bleeding Love' de soar antiquada, tal como [uma faixa de] enchimento em alguns álbuns há muito perdidos de Mariah Carey do final dos anos 90. É uma dessas obras de andamento moderado — lentas de mais para a discoteca, rápidas de mais para o foxtrote. Na verdade, com a sua batida de tambor de banda marcial, soa tanto como 'Hollaback Girl' da Gwen Stefani na medida em que uma balada pode." Não obstante, crítico prosseguiu, "pelo lado positivo: Lewis sabiamente restringe sua voz, jamais seguindo nessas acrobacias vocais que historicamente têm atormentado Christina Aguilera." Um sentimento similar foi expressado por Lyndsey Winship, da publicação britânica da BBC Music, que também elogiou a capacidade vocal de Lewis, porém, criticou a canção por soar "antiquada" e criticou a sua produção reminiscente à música da década de 1980 que nem sequer Mariah Carey arriscaria gravar.

### Reconhecimento
Em 2008, a publicação indiana da revista norte-americana Rolling Stone posicionou a faixa no número 25 da lista dos cem melhores singles do ano, enquanto a Billboard posicionou-a no número onze da lista das cinquenta melhores canções de amor de sempre em 2016. "Bleeding Love" foi anunciada como a canção mais romântica no Reino Unido em 2010. Amy Phillips e Ryan Dombal, dois editores do portal de entretenimento Pitchfork, posicionaram "Bleeding Love" na segunda colocação das suas listas individuais dos cem melhores trabalhos de 2008, todavia, os seus votos não foram suficientes para que a canção fosse inclusa na lista final dos cem melhores trabalhos do ano publicada pela página.
| Publicação    | Reconhecimento                | Pos. |
| ------------- | ----------------------------- | ---- |
| Billboard     | Top 50 Love Songs of All Time | 11   |
| Cosmopolitan  | Best Songs of Summer 2008     | 3    |
| Digital Spy   | Top 20 Singles of 2007        | 2    |
| MTV           | The Best Songs of 2008        | 19   |
| New York Post | The 208 Best Songs of 2008    | 121  |
| PopCrush      | Top Songs of April 2008       | —    |
| Rolling Stone | 100 Best Singles of 2008      | 25   |
| Seventeen     | Top 20 Summer Songs of 2008   | 18   |
| Time          | Best Songs of Summer 2008     | 5    |

### Prémios e nomeações
"Bleeding Love" recebeu uma nomeação nos prémios BRIT em 2008 para "Single Britânico". Embora tenha perdido para "Shine" de Take That, foi anunciado que "Bleeding Love" recebeu o segundo maior número de votos do público. Ainda no Reino Unido, o tema foi coroado com o prémio de "Gravação do Ano" em 2007.
A canção foi nomeada a diversos outros prémios, inclusive na 51.ª cerimónia anual dos prémios Grammy, na qual foi nomeada nas categorias "Gravação do Ano" e "Melhor Performance Vocal pop Feminina"; todavia perdeu para os temas "Please Read the Letter" de Alison Krauss e Robert Plant e "Chasing Pavements" da também britânica Adele, respectivamente. Não obstante, venceu na categoria "Canção Favorita" dos prémios Nickelodeon, baseado em votos de crianças do Reino Unido, e foi nomeada para "Canção de Amor" nos Teen Choice Awards. Juntamente com outras onze canções, foi nomeada ao prémio de música no valor de vinte libras esterlinas do POPJustice, perdendo para "Call the Shots" do grupo Girls Aloud. O prémio reconhece a melhor canção do ano. Outras nomeações incluem "Melhor Canção Estrangeira" nos prémios de música pop da associação chinesa Hito, o qual venceu, e "Trabalho Estrangeiro mais Tocado" nos prémios da Australasian Performing Right Association.
Em Abril de 2009, Tedder e McCartney foram premiados com o prémio "Canção do Ano" na 26.ª cerimónia anual dos prémios de música pop da American Society of Composers, Authors and Publishers pelo seu trabalho na composição de "Bleeding Love".

## Vídeos musicais
"O conceito deste vídeo é que eu tive uma discussão com o meu namorado e ele apenas abandonou-me, e eu regresso ao meu apartamento, mas ele já esteve lá e levou todas as suas coisas, arrumou e foi-se embora, e eu volto apenas para encontrar o apartamento vazio e, vendo da discussão, eu não pensei que ele fosse mesmo ir-se embora e ter essa reacção[...]. É um pouco triste e emocional, mas acho que é algo com o qual muita gente conseguirá se relacionar e conectar, porque todo mundo já passou por um estado de coração partido ou perda."

— Lewis a abordar o conceito do vídeo internacional de "Bleeding Love".
Há dois vídeos musicais de "Bleeding Love". O primeiro foi gravado em Los Angeles sob direcção artística de Melina Matsoukas e é definido em um bloco de apartamentos, contando quatro histórias sobre casais em estágios diferentes do relacionamento. "O vídeo é extremamente emocional e mostra tudo, desde amor e paixão desenfreada, perda, mágoa e raiva," afirmou Matsoukas. Lewis descreveu-o como "real, colorido, muito divertido, tem muitos figurantes e eu posso realmente actuar." Dipayan Gupta, contribuinte do portal The Huffington Post, comentou que todos os casais retratados no vídeo são interraciais, notando que não havia nenhum vídeo lançado em anos recentes que demonstrava tal padrão.

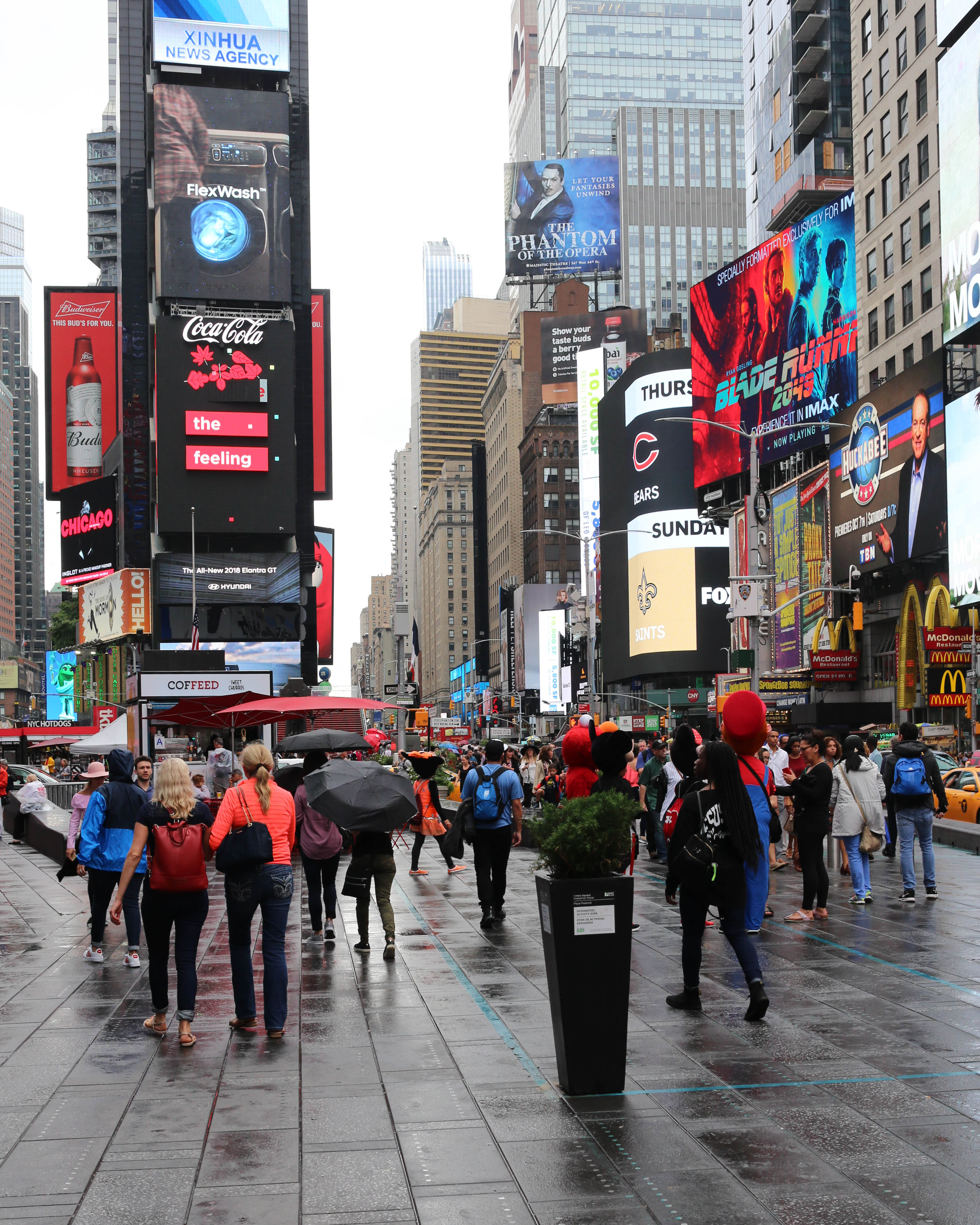
O vídeo musical internacional de "Bleeding Love" foi filmado na Times Square na Cidade de Nova Iorque.

Matsoukas explicou o significado do vídeo em entrevista ao programa de televisão Making The Video da MTV, dizendo que a água no vídeo é uma metáfora para os problemas de amor dos inquilinos, como se os apartamentos estivessem a sangrar amor. Para o vídeo, Lewis usou um vestido Dolce & Gabbana incrustado de cristais com o peso de dezoito quilos (quarenta libras) e custo de cem mil libras esterlinas. A modelo britânica Naomi Campbell havia usado o mesmo vestido no ano anterior enquanto ajudava o Departamento de Sanidade da Cidade de Nova Iorque a limpar lixo. Este teledisco foi publicado na página do YouTube da artista a 17 de Outubro de 2007 e foi o décimo vídeo mais visualizado do ano seguinte. Na cerimónia dos prémios de vídeos musicais da MTV de 2008, recebeu uma nomeação na categoria "Melhor Vídeo do Reino Unido", enquanto nos prémios MOBO venceu "Melhor Vídeo".
Um segundo vídeo musical foi filmado na Times Square em Nova Iorque sob realização de Jessy Terrero para promover o lançamento de "Bleeding Love" na América do Norte. O conceito do mesmo foi desenhado por Ryan Tedder e centra em um enredo envolvendo Lewis em uma discussão com o seu namorado ficcional, interpretado pelo modelo Nicholas Lemons, enquanto anda pela cidade no banco de trás de um táxi. "Isto é tão louco. Eu não consigo acreditar que estou no meio da Times Square a gravar um vídeo e há tantas pessoas ao meu redor. É apenas inacreditável," expressou Lewis sobre a experiência de filmar o vídeo em entrevista ao Making the Video. Este teledisco estreou nos Estados Unidos a 29 de Janeiro de 2008 através do Yahoo! Music, e no programa de televisão TRL da MTV no dia seguinte, dia em que foi também carregado no YouTube da artista. Sua estreia oficial na televisão foi a 4 de Fevereiro seguinte como parte da campanha "You Oughta Know" do canal VH1, canal no qual foi ainda número um da tabela Top 20 Video Countdown por cinco semanas não-consecutivas e venceu o prémio "Melhor Vídeo".
"Leona aparece e vemos ela e o namorado em uma discussão bem séria. Não temos certeza sobre o que discutem. Você consegue notar que é bem séria. Ele a abandona, Leona é deixada aqui sozinha à espera dele, um pouco desanimada, e então começa a cantar a música e introduz o vídeo, basicamente. Depois, Leona entra em um táxi e leva-nos consigo no táxi enquanto vaguea pelas ruas."
— Jessy Terrero, realizador da versão internacional do vídeo musical de "Bleeding Love".

## Promoção, divulgação e outras versões

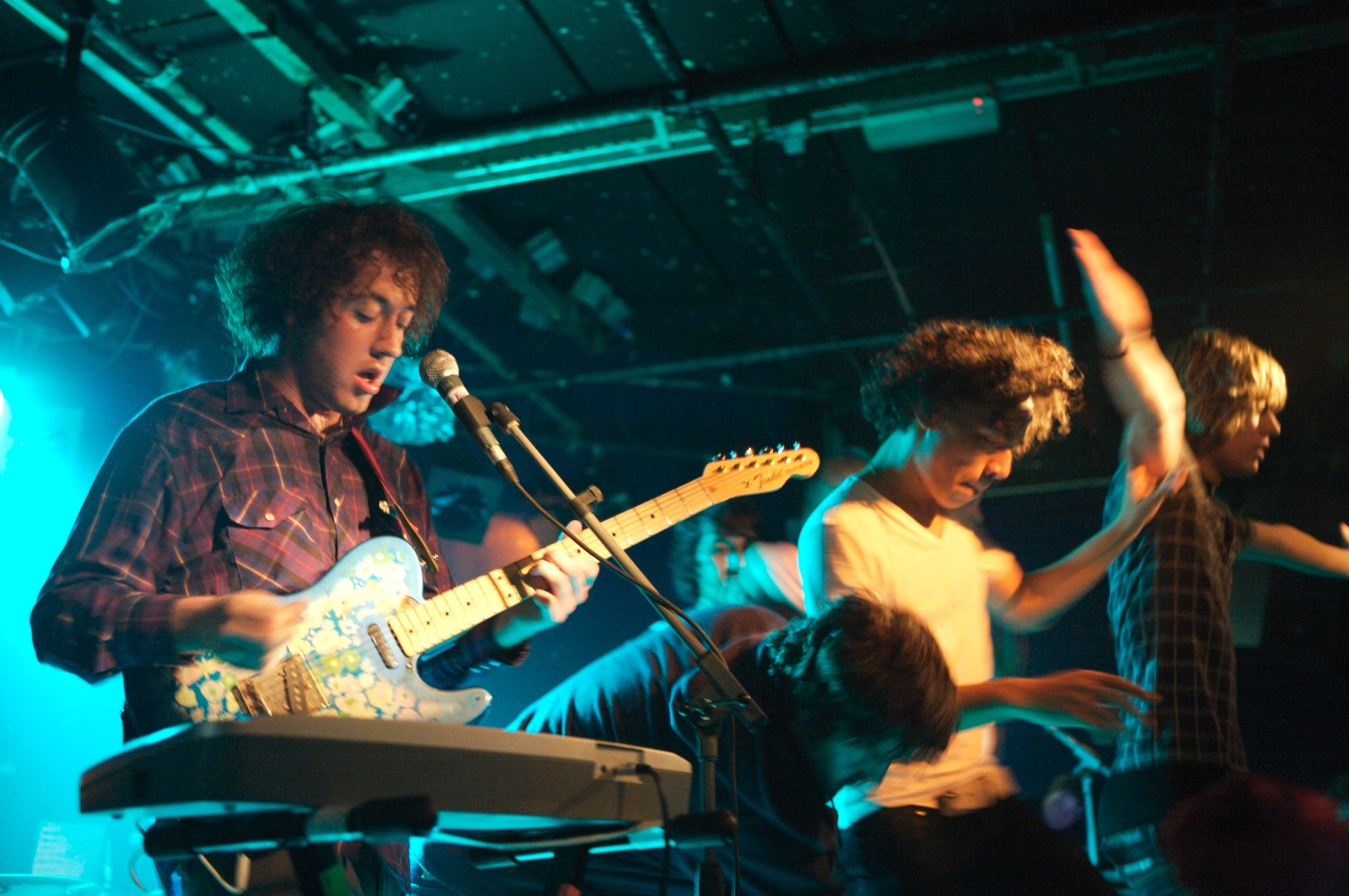
A banda The Wombats gravou uma versão cover de "Bleeding Love" em oito horas após beber três garrafas de vinho tinto em Paris, França.

A primeira aparição da música em estações de rádio britânicas foi no Chart Show da BBC Radio 1 a 16 de Setembro de 2007, sendo rapidamente seguida por uma linha exclusiva de streaming pela celebridade Perez Hilton na sua página online. Foi ainda a "Canção da Semana" de 24 a 28 de Setembro do programa de rádio The Official Chart da estação BBC Radio 1. A 24 de Setembro, Lewis organizou uma festa especial de lançamento de Spirit no Hotel Oriental Mandarin em Knightsbridge, Londres, na qual cantou "Bleeding Love", "The First Time Ever I Saw Your Face", "Homeless" e "Whatever It Takes". No Natal de 2007, Lewis cantou a obra no programa de televisão britânico Top of the Pops.
De modo a promover ainda mais o tema, Lewis fez uma viagem de dois dias para uma digressão regional da BBC Radio 1 a 11 e 12 de Outubro de 2007. Isto foi seguido por uma aparição no programa de televisão This Morning três dias depois. A intérprete cantou "Bleeding Love" ao vivo em um episódio da quarta temporada do The X Factor na noite de 20 de Outubro e também participou de vários outros programas de televisão e rádio, tais como o T4, GMTV e Loose Women, todos transmitidos no seu país natal. Em Novembro seguinte, ela cantou "Bleeding Love" novamente e uma versão cover jamais antes ouvida de "Run" dos Snow Patrol no segmento Live Lounge da BBC Radio 1.

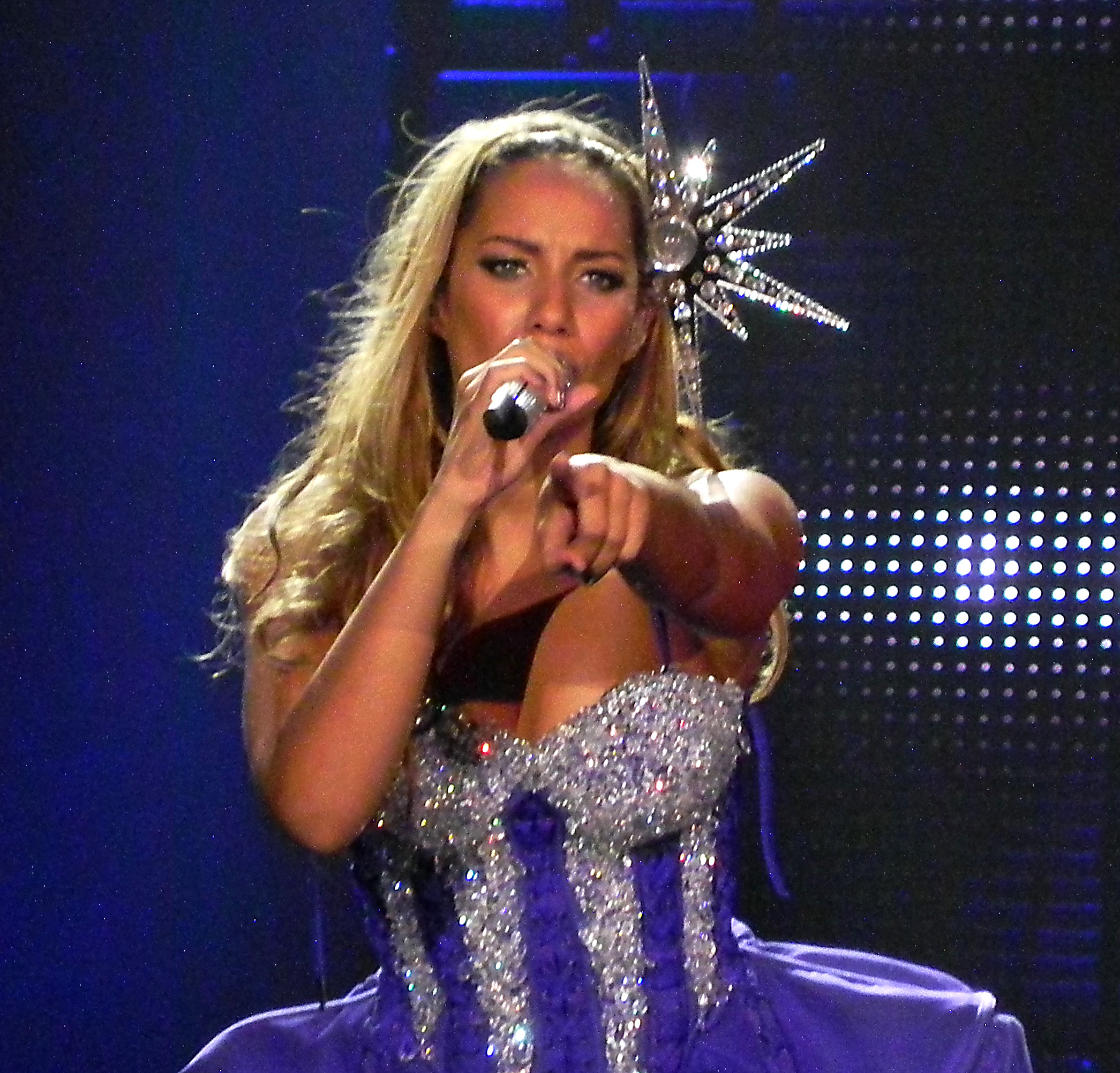
Lewis em apresentação na digressão The Labyrinth, na qual "Bleeding Love" foi interpretada como um bis.

Na cerimónia Saturday Night Divas, Lewis cantou "Bleeding Love" e "The First Time Ever I Saw Your Face" para um público ao vivo. Lewis também cantou a canção no Festival della canzone italiana di Sanremo a 29 de Fevereiro de 2008 e no programa de televisão alemão Wetten, dass..? a 1 de Março. Ainda em Fevereiro, fez a sua estreia na televisão norte-americana no The Oprah Winfrey Show, no qual interpretou "Bleeding Love" ao vivo. Lewis também cantou no Good Morning America a 4 de Abril, Live with Regis and Kelly a 8 de Abril, Jimmy Kimmel Live, The Ellen DeGeneres Show a 11 de Abril, The Tyra Banks Show a 17 de Abril, no Operación Triunfo na Espanha a 10 de Maio e em um programa de televisão japonês no final do mês. Lewis cantou a música ao vivo na sétima temporada do American Idol a 23 de Abril.
Em Novembro de 2009, as datas das paragens no Reino Unido e Irlanda da digressão de estreia de Lewis, The Labyrinth, foram confirmadas, bem como o alinhamento de faixas, no qual "Bleeding Love" foi inclusa. A apresentação ao vivo no concerto na Arena O2 em Londres foi inclusa no álbum de vídeo The Labyrinth Tour: Live from the O2. Mais tarde, foi inclusa também no alinhamento de faixas das digressões subsequentes da artista: Glassheart Tour (2013) e I Am Tour (2016).
A banda de indie rock The Wombats gravou e lançou uma versão de "Bleeding Love" como um single em Novembro de 2008. "Nós já havíamos sido pedidos para fazer covers e tínhamos brincado com 'Bleeding Love', mas sempre acabamos indo com outras canções. Depois, eu e Murph estávamos em Paris [França] ao mesmo tempo, então tomámos três garrafas de vinho tinto e gravámo-la em oito horas," afirmou um dos membros. Lewis expressou satisfação para com a versão da banda. Após vencer a versão belga do The X Factor em 2008, o cantor Tom Dice gravou uma versão de "Bleeding Love" lançada pela editora discográfica SonicAngel como o seu single de coroação a 25 de Maio de 2010, com o tema "A Soldier for His Country" como o lado B. A canção foi inclusa no seu álbum de estúdio de estreia, intitulado Teardrops (2010), e alcançou o número sete na tabela de singles belga na região de Flandres. As bandas Woman's Hour e The Baseballs também gravaram versões suas de "Bleeding Love", com esta última incluindo-a no seu álbum de estreia Strike!. Michelle Geslani, do portal Consequence of Sound, elogiou a versão de Woman's Hour, descrita por si como "embora moderadamente modesta, porém, é ainda bastante tocante." "Bleeding Love" foi gravada pelo duo country norte-americano Tigirlily Gold e inclusa no seu álbum de estreia, Blonde, lançado a 26 de Julho de 2024.

## Impacto e legado
"Bleeding Love" é o trabalho de maior sucesso da carreira de Lewis. Na sua primeira semana de disponibilidade no Reino Unido, tornou-se o single mais comercializado na sua semana de estreia de sempre, quebrando o recorde estabelecido por "A Moment Like This", também de autoria de Lewis, no ano anterior. Este recorde viria mais logo a ser superado por "When You Believe" de Leon Jackson após vencer o The X Factor três meses depois. Lewis tornou-se na primeira participante do The X Factor a conseguir dois números um no Reino Unido e, após apenas três semanas de disponibilidade, "Bleeding Love" tornou-se no single mais vendido de 2007, marcando a primeira vez em 55 anos que uma artista feminina conseguia a canção mais vendida do ano. Aquando do sucesso comercial de "Bleeding Love" e Spirit nas tabelas musicais, Clive Davis afirmou ser um "êxtase absoluto ver o single explodir no número um e agora o álbum entrar no número um com as melhores vendas de sempre é além de fantástico." Em 2010, "Bleeding Love" tornou-se a 103.ª música no Reino Unido a alcançar a marca de um milhão de unidades vendidas e Lewis tornou-se na 14.ª artista com uma canção a conseguir atingir esta marca. Hoje, é um dos temas mais vendidos de sempre, o vigésimo de amor mais comercializado e o oitavo romântico mais reproduzido nas estações de rádio do país do século XXI. "Forgiveness", o lado B de "Bleeding Love", também conseguiu entrar na tabela de singles do Reino Unido e da Irlanda, um feito inédito em ambos países. Os motivos para ambas faixas terem conseguido entrar nas tabelas musicais jamais foram revelados pela OCC, visto que as canções foram lançados em conjunto em um CD.
O impacto de "Bleeding Love" foi também sentido nos Estados Unidos, onde foi a primeira entrada de Lewis na tabela oficial de singles, na qual conseguiu liderar por quatro semanas em três corridas de uma forma atípica. Após remover "Love in This Club" de Usher com participação de Young Jeezy do primeiro posto por uma semana, caiu para o número quatro, subindo para o número dois na semana seguinte e mais tarde recuperando o primeiro posto por mais uma semana, desta vez removendo "Touch My Body" de Mariah Carey. Todavia, foi removida do posto mais uma vez por "Lollipop" de Lil Wayne com participação de Static Major mas, depois voltou para o número um, desta vez por duas semanas não-interrompidas. Com este feito, marcou a segunda vez que uma canção consegue tal feito, após "Le Freak" (1979) da banda norte-americana Chic. "Bleeding Love" fez de Lewis a terceira artista feminina de origem britânica a liderar a tabela de singles norte-americana com o seu trabalho de estreia, após Petula Clark com o tema "Downtown" (1965) e Sheena Easton com o tema "Morning Train (Nine to Five)" (1981). Lewis tornou-se também a primeira artista feminina britânica a solo a conseguir alcançar o número um desde "You Keep Me Hangin' On" de Kim Wilde em 1987. Na primeira semana de "Bleeding Love" no topo, Spirit fez também a sua estreia no número um da tabela de álbuns dos EUA, fazendo da artista a primeira a solo britânica em dezoito anos a liderar ambas tabelas em simultâneo, além da décima primeira artista feminina e a décima segunda no geral. Este feito apenas viria a ser repetido por Adele em 2011 com o single "Rolling in the Deep" e o álbum 21. Segundo as revistas Entertainment Weekly, New York Magazine e Billboard, "Bleeding Love" foi a "Canção do Verão" de 2008 nos EUA.
Na tabela de singles de música pop dos EUA, o single quebrou o recorde de maior quantidade semanal de reproduções em estações de rádio, com 10.665 reproduções na semana de 5 de Abril de 2008; este recorde viria a ser quebrado por "Bad Romance" (2010) de Lady Gaga com 10.859 reproduções no fim de Janeiro de 2010. "Bleeding Love" terminou o ano de 2008 como a terceira canção mais vendida, a mais baixada do iTunes, e a terceira mais reproduzida nas estações de rádio norte-americanas. Dois anos depois, foi revelado pelo iTunes que a canção foi a nona mais vendida de sempre pelo serviço. Segundo a Billboard, "Bleeding Love" e foi a décima sétima canção com o melhor desempenho no país na década de 2000.
Na Austrália, "Bleeding Love" fez de Lewis a primeira participante de um programa de televisão de talentos britânico a conseguir liderar a tabela de singles e ainda a primeira artista britânica a alcançar o número um naquele país desde Sandi Thom com "I Wish I Was a Punk Rocker (With Flowers in My Hair)" (2007). No Canadá, foi a música mais reproduzida ao longo de 2008 na CJFM-FM 95.9, estação de rádio transmitida a partir da cidade de Montreal, Quebec. Segundo a Federação Internacional da Indústria Fonográfica, "Bleeding Love" alcançou o número um em tabelas musicais de singles de 34 países, tornando-se na segunda canção a conseguir tal feito desde "Candle in the Wind 1997" do músico britânico Elton John em 1997. Além disso, vendeu mais de nove milhões de cópias em todo o mundo, colocando-a entre as cinco canções de maior venda da década.
Em Julho de 2008, o Consulado Britânico no Japão, país no qual a canção alcançou o primeiro posto da tabela de singles, condecorou Lewis como uma Embaixadora de Boa Vontade em uma cerimónia formal. "Estou muito honrada," declarou a artista.
"Bleeding Love" é frequentemente usada em programas de competições de canto, tais como versões internacionais do The X Factor, Idols e The Voice, e também de dança, como o So You Think You Can Dance e o Dancing with the Stars. Em 2009, Ryan Tedder compôs uma faixa intitulada "Halo" para a cantora norte-americana Beyoncé, tendo intenções de oferecê-la a Lewis caso esta primeira a recusasse. O tema acabou sendo gravado por Beyoncé e recebeu comparações pela crítica profissional por soar bastante similar a "Bleeding Love". No ano seguinte, o duo Tabitha e Napoleon D'umo criou uma coreografia hip hop com base em "Bleeding Love". Adam Shankman, coreógrafo e membro do painel de júri do programa de televisão So You Think You Can Dance, no qual a dança foi executada pelo duo, fez um comentário no qual creditou ambos pela invenção do estilo de dança hip hop lírico. Em Setembro de 2015, Lewis foi convidada pela cantora norte-americana Taylor Swift, uma enorme fã da artista, para fazer uma aparição surpresa no segundo concerto da digressão The 1989 World Tour em Nashville, Tennessee. Naquela noite, Lewis cantou "Bleeding Love" enquanto Swift ajudava nos vocais de apoio. "Foi a coisa mais bonita, mais gloriosa que alguma vez testemunhei," afirmou Swift em uma publicação no seu Instagram. Erin Donnelly, do portal Refinery29, achou que o dueto foi algo saído de um "sonho pop" e foi bastante memorável.
Em 2011, "Bleeding Love" foi inclusa na banda sonora do filme Sexo Sem Compromisso, no qual a personagem interpretada pela actriz Natalie Portman é vista a a cantar uns trechos juntamente com a personagem interpretada por Ashton Kutcher. O sucesso de "Bleeding Love" no Reino Unido e Irlanda fez com que fosse inclusa em Now That's What I Call Music! 68, um álbum de compilação de grandes sucessos de vários artistas. Igualmente, na América do Norte foi inclusa em Now That's What I Call Music! 28 e ainda em todas as versões lançadas do jogo de karaoke electrónico Lips.

## Alinhamento de faixas e formatos
"Bleeding Love" foi distribuída em três formatos distintos. O CD single foi lançado no Reino Unido e Irlanda acompanhado de "Forgiveness", um tema gravado em Miami, Flórida e co-composto por Lewis, Salaam Remi e a cantora Kara DioGuardi para que fosse inclusa em Spirit. Todavia acabou por ser escolhida mais tarde para ser o lado B de "Bleeding Love" em mercados europeus e asiáticos seleccionados. O primeiro single de Lewis, uma versão cover de "A Moment Like This", foi incluso no lançamento em maxi single nos mesmos mercados, bem como em CD single. O formato físico de "Bleeding Love" distribuído na América do Norte inclui ambas versões do álbum e a reproduzida nas estações de rádio. Dois extended plays, inclusive um com três remisturas produzidas por Motto Blanco, foram também lançados na França. O remix produzido por Jason Nevins foi lançado a 15 de Abril de 2008 na América do Norte.
| - CD single (Reino Unido e Irlanda) (88697175622) / Maxi single (Austrália) (88697175622) 1. "Bleeding Love" (versão do álbum) — 4:21 2. "Forgiveness" (Kara DioGuardi, L. Lewis, Salaam Remi) — 4:26 - Maxi single (Europa e Ásia) (88697222422) 1. "Bleeding Love" (versão do álbum) — 4:21 2. "Forgiveness" (Kara DioGuardi, L. Lewis, Salaam Remi) — 4:26 3. "A Moment Like This" (Jörgen Elofsson, John Reid) — 4:17 4. "Bleeding Love"" (vídeo musical) - CD single (Hong Kong e Singapura) 1. "Bleeding Love" (versão do álbum) — 4:21 2. "Forgiveness" (K. DioGuardi, L. Lewis, S. Remi) — 4:26 3. "A Moment Like This" (J. Elofsson, J. Reid) — 4:17 - Maxi single (Japão) 1. Interlúdio — 0:06 2. "Bleeding Love" (edição da rádio) — 3:59 3. "Bleeding Love" (versão do álbum) — 4:21 4. "Bleeding Love" (Jason Nevins Original Radio Mix) — 3:40 5. "Bleeding Love" (Jason Nevins Rockin' Radio Mix) — 3:42 6. "Bleeding Love" (Moto Blanco Remix Radio Edit — 3:43 | - CD single promocional (América do Norte) (88697218242) 1. "Bleeding Love" (edição da rádio) — 3:59 2. "Bleeding Love" (versão do álbum) — 4:21 3. "Bleeding Love" (Call Out Hook) — 0:10 4. "Bleeding Love" (vídeo musical) — 4:40 - Download digital (América do Norte) (886972980522) 1. "Bleeding Love" (versão do álbum) — 4:21 - Jason Nevins Original Radio Mix (América do Norte) 1. "Bleeding Love" (Jason Nevins Original Radio Mix) — 3:38 - Moto Blanco Remixes EP (França) 1. "Bleeding Love" (Moto Blanco Remix Radio Edit) — 3:38 2. "Bleeding Love" (Moto Blanco Remix Full Vocal) — 8:39 3. "Bleeding Love" (Moto Blanco Remix Dub) — 8:25 - Remixes EP (França) 1. "Bleeding Love" (versão do álbum) — 4:23 2. "Bleeding Love" (The Shapeshifters Vocal Remix) — 8:25 3. "Bleeding Love" (The Shapeshifters Nocturnal Dub) — 6:29 4. "Bleeding Love" (Jason Nevins Rockin' Radio Mix) — 3:40 5. "Bleeding Love" (Jason Nevins Original Radio Mix) — 3:38 6. "Bleeding Love" (Jason Nevins Extended Mix) — 6:01 |

## Créditos e pessoal
Os seguintes créditos foram adaptados dos encartes do álbum Spirit (2007) e CD single de "Bleeding Love":
| Gravação - Gravada nos estúdios Mansfield em Los Angeles, Califórnia, EUA; - Gravada nos estúdios Record Plant em Hollywood, Los Angeles, Califórnia, EUA; - Gravada nos estúdios Encore em Burbank, Califórnia, EUA; - Misturada nos estúdios Soapbox em Atlanta, Geórgia, EUA; - Masterizada nos estúdios Universal Mastering em Nova Iorque, Nova Iorque, EUA. Pessoal - Leona Lewis — vocais principais, vocais de apoio - Ryan Tedder — engenharia acústica, engenharia de gravação, programação, instrumentação (cordas e percussão), produção e arranjos - Jesse McCartney — composição - Nate Hertweck — assistência na engenharia de gravação - Craig Durrance — assistência na engenharia de gravação - Vlado Meller — masterização - Phil Tan — mistura - Josh Houghkirk — assistência | Gravação - Gravada no estúdios Instrumental Zoo em Miami, Flórida, EUA; - Vocais gravados no Studio-Atlantis em Hollywood, Los Angeles, Califórnia, EUA; - Misturada nos estúdios Larabee em Los Angeles, Califórnia, EUA; - Masterizada nos estúdios Universal Mastering em Nova Iorque, Nova Iorque, EUA. Pessoal - Leona Lewis — vocais principais, vocais de apoio, composição - Kara DioGuardi — composição - Salaam Remi — composição, produção e arranjos, baixo, piano, bateria - Manny Marroquin — mistura - Franklin "Esoses" Socorro — engenharia de gravação - Gleyder "Gee" Disla — engenharia de gravação - Brian Paturalski — gravação vocal - Vincent Henry — saxofone, flauta, clarinete - Bruce Purse — trompete, fliscorne, trompete (baixo) - Vlado Meller — masterização |

## Desempenho nas tabelas musicais

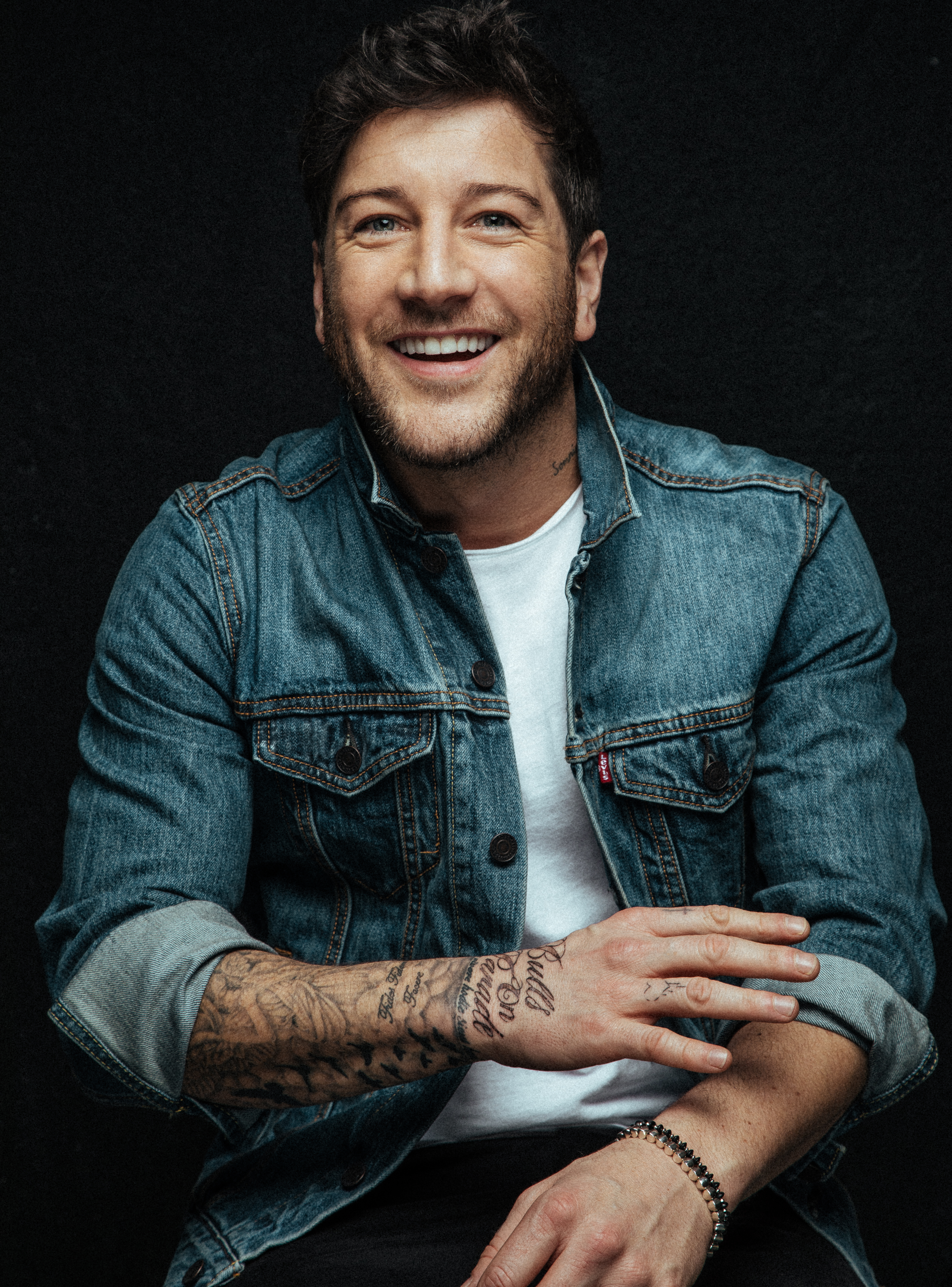
Segundo a OCC, mais de um milhão de cópias de "Bleeding Love" já haviam sido comercializadas no Reino Unido até 8 de Novembro de 2010, das quais 1.117 foram vendidas após uma interpretação da canção por Matt Cardle (imagem) na sétima temporada do The X Factor naquele ano.

No Reino Unido, "Bleeding Love" foi lançada em formato físico a 22 de Outubro de 2007, comercializando mais de 66 mil unidades apenas no seu primeiro dia de disponibilidade, liderando a tabela musical da iTunes Store do país. Foi reportado pela The Official Charts Company (OCC) que a canção estava rapidamente a superar as vendas do tema "Rule the World" (2007) da banda Take That por uma margem de três-a-um na cadeia de lojas Woolworths, e "Gimme More" (2007) de Britney Spears por uma margem de dez-a-um. O tema vendeu mais de 126 mil unidades até ao final de 25 de Outubro e mais de 150 mil unidades até ao final do dia seguinte. Ao fim da sua primeira semana de comercialização, estreou na tabela de singles do Reino Unido no número um, registando um acumulado de 218.805 unidades vendidas, das quais 107 mil eram digitais e 112 mil físicas. Nas duas semanas subsequentes, registou vendas de 158.370 e 489.153, respectivamente, garantindo-lhe o número um de novo. O single acabou por liderar a tabela por um total de sete semanas consecutivas, a maior quantidade de tempo por uma artista solo britânica feminina na história do país. Até ao fim-do-ano, conseguiu mover 788 mil exemplares. O tema recebeu o certificado de disco de ouro pela British Phonographic Industry a 9 de Novembro de 2007 e de platina a 18 de Janeiro de 2008. A canção permaneceu dentro das 75 melhores posições por vinte semanas, das quais esteve dentro das quarenta melhores por dezanove. A 8 de Novembro de 2010, foi confirmado pela OCC que "Bleeding Love" já havia vendido mais de um milhão de cópias no país natal da cantora, das quais 1.117 foram comercializadas após uma interpretação por Matt Cardle na sétima temporada do The X Factor em 2010. Hoje, este total ultrapassa as duas milhões unidades no Reino Unido, onde é um dos temas mais vendidos de sempre, a vigésima canção de amor mais comercializada de sempre e a oitava canção de amor mais reproduzida nas estações de rádio no século XXI.
"Forgiveness", o lado B de "Bleeding Love", também conseguiu entrar na tabela de singles do Reino Unido e da Irlanda, um feito inédito em ambos países. Os motivos para ambas faixas terem conseguido entrar nas tabelas musicais jamais foram revelados pela OCC, visto que as canções foram lançados em conjunto em um CD. "Forgiveness" estreou no RU no número 46 na semana de 11 de Novembro de 2007, descendo para o posto 64 na semana seguinte e abandonando a tabela na semana subsequente. Na Irlanda, alcançou o pico no número 39. O sucesso de "Bleeding Love" também foi sentido ao redor do continente europeu, onde recebeu forte reprodução em estações de rádio e alcançou o primeiro posto de tabelas de singles de países como a Irlanda, Alemanha, França, Eslováquia e Estónia. Na Grécia, alcançou o segundo posto da tabela de reprodução de canções nas rádios, enquanto na Itália alcançou a mesma posição na tabela de singles oficial com base apenas nas suas vendas digitais. Não obstante, conseguiu liderar a tabela de singles publicada pelo Musica e Dischi por treze semanas não-consecutivas, que é compilada com base em vendas digitais e físicas. Na Suíça, além de ter liderado a tabela de singles, permaneceu na mesma por 65 semanas.
Na Austrália, "Bleeding Love" estreou no número nove da tabela oficial de singles a 24 de Dezembro de 2007, alcançando o topo na semana de 21 de Janeiro do ano seguinte. A 10 de Fevereiro, o single recebeu a certificação de disco de platina pela Australian Recording Industry Association (ARIA) por ter movido mais de setenta mil exemplares. Na vizinha Nova Zelândia, "Bleeding Love" dominou a tabela de singles por cinco semanas, fazendo da intérprete a primeira artista britânica feminina a liderar a tabela de singles naquele país desde as Sugababes em Janeiro de 2006 com "Push the Button". No Japão, "Bleeding Love" conseguiu também alcançar a liderança da tabela de singles e foi a oitava canção com o melhor desempenho de 2008.
Nos Estados Unidos, o lançamento digital a 18 de Dezembro de 2007 ajudou o single a comercializar seis mil unidades em apenas seis dias de disponibilidade. Com o auxílio das reproduções em estações de rádio em todo o país, as vendas registaram um aumento e a obra conseguiu fazer uma estreia no número onze da Bubbling Under Hot 100 Singles, uma extensão de 25 canções da tabela oficial de singles, na qual "Bleeding Love" finalmente estreou na semana de 1 de Março de 2008 no número 85. Esta foi a primeira entrada de Lewis na tabela oficial de singles dos EUA, a qual conseguiu liderar por quatro semanas e permaneceu dentro das dez melhores posições por vinte semanas consecutivas, das quais esteve nas duas melhores posições por dez. O single conseguiu também liderar a tabela de vendas digitais em simultâneo, comercializando 219.237 unidades na sua primeira semana no topo e vendendo mais de 200 mil unidades ao longo das restantes três semanas. "Bleeding Love" também alcançou o número um da tabela de música adult contemporary, na qual permaneceu por um total de 52 semanas. Na tabela de singles de música pop quebrou o recorde de maior quantidade de reproduções em uma semana, com 10.665 reproduções na semana de 5 de Abril de 2008. Com 3,2 milhões de unidades digitais, "Bleeding Love" terminou 2008 como a terceira canção mais vendida, a mais baixada do iTunes, e a terceira mais reproduzida nas estações de rádio norte-americanas, com 2.754.498.000 reproduções até à metade de Dezembro 2008. Dois anos depois, foi revelado pelo iTunes que a canção era uma das dez mais vendidas do serviço, terminando em nono lugar. A Nielsen SoundScan reportou que "Bleeding Love" já havia vendido mais de quatro milhões de unidades digitais nos EUA até Junho de 2010. Em Junho de 2013 este total subiu para quatro milhões e 589 mil unidades.
No Canadá, a canção também conseguiu alcançar a liderança da tabela de singles na semana de 5 de Abril de 2008, tendo mais tarde recebido o certificado de disco de platina pela Music Canada pelo embarque de mais de quarenta mil exemplares naquele território.

### Posições
| País — Tabela musical (2007/08)                            | Posição de pico |
| ---------------------------------------------------------- | --------------- |
| Austrália — ARIA Top 100 Singles Chart                     | 1               |
| Áustria — Ö3 Austria Top 40                                | 1               |
| Bélgica (Flandres) — Top 50 Singles (Ultratop)             | 1               |
| Bélgica (Valónia) — Top 50 Singles (Ultratop)              | 4               |
| Brasil — Pro-Música Brasil                                 | 1               |
| Canadá — Hot 100 (Billboard)                               | 1               |
| Canadá — Adult Contemporary (Billboard)                    | 1               |
| Canadá — CHR/Top 40                                        | 2               |
| Canadá — Hot AC Airplay (Billboard)                        | 1               |
| Dinamarca — Single Top-40 (Hitlisten)                      | 2               |
| Portugal — Digital Song Sales (Billboard)                  | 3               |
| Roménia — Romanian Top 100                                 | 4               |
| Rússia — Top Radio Hits (Tophit)                           | 9               |
| Rússia — Top Radio Hits (Tophit) Moto Blanco radio remix   | 37              |
| República Checa — Singles Digitál Top 100 (IFPI)           | 2               |
| União Europeia — Hot 100 (Billboard)                       | 1               |
| Finlândia — Suomen virallinen singlelista                  | 2               |
| França — Top Singles (SNEP)                                | 1               |
| Alemanha — Top 100 Single (Offizielle Deutsche Charts)     | 1               |
| Estónia — Eesti Top 40 (IFPI)                              | 1               |
| Hungria — Rádiós Top 40 (MAHASZ)                           | 1               |
| Irlanda — Singles Chart (IRMA)                             | 1               |
| Irlanda — Singles Chart (IRMA) "Forgiveness"               | 39              |
| Itália — Top Singoli (FIMI)                                | 2               |
| Japão — Hot 100 (Billboard)                                | 1               |
| Japão — Airplay Chart (Billboard)                          | 1               |
| Países Baixos — Single Top 100 (MegaCharts)                | 1               |
| Países Baixos — Stichting Nederlandse Top 40               | 1               |
| Nova Zelândia — Top 40 Singles Chart (RMNZ)                | 1               |
| Noruega — Topp 40 Singles (VG-lista)                       | 1               |
| Polónia — AirPlay Top (ZPAV)                               | 1               |
| Eslováquia — Singles Digitál Top 100 (IFPI)                | 1               |
| Espanha — Top 100 Canciones (PROMUSICAE)                   | 38              |
| Espanha — Top 50 Radio (PROMUSICAE)                        | 9               |
| Suécia — Top Singles Top 100 (Sverigetopplistan)           | 2               |
| Suíça — Top Singles Top 75 (Schweizer Hitparade)           | 1               |
| Reino Unido — Singles Chart Top 100 (OCC)                  | 1               |
| Reino Unido — Singles Chart Top 100 (OCC) "Forgiveness"    | 46              |
| Reino Unido — R&B Singles Chart Top 40 (OCC)               | 1               |
| Estados Unidos — Billboard Hot 100                         | 1               |
| Grécia — Top 200 Airplay Chart (ΈΕΠΗ)                      | 2               |
| Estados Unidos — Mainstream Top 40 (Billboard)             | 1               |
| Estados Unidos — Dance Club Songs (Billboard)              | 11              |
| Estados Unidos — Hot R&B/Hip-Hop Songs (Billboard)         | 74              |
| Estados Unidos — Hot Adult Contemporary Tracks (Billboard) | 1               |
| Estados Unidos — Latin Pop Songs (Billboard)               | 30              |
| Estados Unidos — Adult Pop Songs (Billboard)               | 1               |
| Estados Unidos — Rhythmic Songs (Billboard)                | 6               |
| Turquia — Top 20 (Billboard)                               | 2               |

| País — Tabela musical (2007)                     | Posição |
| ------------------------------------------------ | ------- |
| Irlanda — Irish Recorded Music Association       | 1       |
| Reino Unido — Singles Chart Top 100 (OCC)        | 1       |
| Suécia — Top Singles Top 100 (Sverigetopplistan) | 81      |
| União Europeia — Hot 100 (Billboard)             | 81      |

| País — Tabela musical (2008)                               | Posição |
| ---------------------------------------------------------- | ------- |
| Austrália — ARIA Top 100 Singles Chart                     | 4       |
| Áustria — Ö3 Austria Top 40                                | 3       |
| Bélgica (Flandres) — Top 50 Singles (Ultratop)             | 2       |
| Bélgica (Valónia) — Top 50 Singles (Ultratop)              | 22      |
| Canadá — Hot 100 (Billboard)                               | 2       |
| Canadá — Adult Contemporary (Billboard)                    | 7       |
| Canadá — CHR/Top 40 (Billboard)                            | 9       |
| Canadá — Hot AC Airplay (Billboard)                        | 1       |
| União Europeia — Hot 100 Singles (Billboard)               | 3       |
| Itália — Top Singoli (FIMI)                                | 13      |
| Portugal — Top Singles (AFP)                               | 14      |
| França — Top Singles (SNEP)                                | 42      |
| Nova Zelândia — Top 40 Singles Chart (RMNZ)                | 8       |
| Comunidade dos Estados Independentes — Radio Hits (Tophit) | 23      |
| Países Baixos — Stichting Nederlandse Top 40               | 7       |
| Países Baixos — Single Top 100 (MegaCharts)                | 12      |
| Alemanha — Top 100 Single (Offizielle Deutsche Charts)     | 2       |
| Japão — Hot 100 (Billboard)                                | 8       |
| Espanha — Top 100 Canciones (PROMUSICAE)                   | 40      |
| Suécia — Singles Top 100 (Sverigetopplistan)               | 23      |
| Suíça — Top Singles Top 75 (Schweizer Hitparade)           | 2       |
| Reino Unido — Singles Chart Top 100 (OCC)                  | 76      |
| Estados Unidos — Billboard Hot 100                         | 2       |
| Estados Unidos — Mainstream Top 40 (Billboard)             | 3       |
| Estados Unidos — Hot Adult Contemporary Tracks (Billboard) | 4       |
| Estados Unidos — Adult Pop Songs (Billboard)               | 6       |
| Estados Unidos — Rhythmic Songs (Billboard)                | 30      |
| Rússia — Top Radio Hits (Tophit)                           | 61      |
| Rússia — Top Radio Hits (Tophit) Moto Blanco radio remix   | 183     |
| Brazil — Top 100 (Crowley)                                 | 84      |

| País — Tabela musical (2009)                               | Posição |
| ---------------------------------------------------------- | ------- |
| Estados Unidos — Hot Adult Contemporary Tracks (Billboard) | 15      |

| País — Tabela musical (2019)      | Posição |
| --------------------------------- | ------- |
| Portugal — Top 3000 Singles (AFP) | 965     |

| País — Tabela musical (2000–09)                       | Posição |
| ----------------------------------------------------- | ------- |
| Austrália — ARIA Top 100 Singles Chart                | 23      |
| Alemanha — Top 100 Singles (GfK Entertainment Charts) | 18      |
| Reino Unido — Singles Chart Top 100 (OCC)             | 11      |
| Estados Unidos — Billboard Hot 100                    | 17      |

| País — Tabela musical                         | Posição |
| --------------------------------------------- | ------- |
| Austrália — ARIA Top 100 Singles Chart        | 39      |
| Nova Zelândia — Top 40 Singles Chart (RMNZ)   | 54      |
| Estados Unidos — Billboard Hot 100            | 129     |
| Estados Unidos — Billboard Hot 100 (Mulheres) | 40      |

### Certificações e vendas
| Região — Associação (Vendas)                 | Certificação |
| -------------------------------------------- | ------------ |
| Austrália — ARIA (140 000)                   | 2× Platina   |
| Áustria — IFPI (15 000)                      | Ouro         |
| Bélgica — BEA (10 000)                       | Ouro         |
| Canadá — Music Canada (129 000)              | Platina      |
| Canadá — Music Canada (20 000) Masterone     | Ouro         |
| Dinamarca — IFPI (30 000)                    | 2× Platina   |
| Finlândia — IFPI (20 000)                    | Platina      |
| Japão — RIAJ (100 000)                       | Ouro         |
| Alemanha — BVMI (750 000)                    | 5× Ouro      |
| Espanha — PROMUSICAE (50 000)                | Platina      |
| Itália — FIMI (121 673)                      | Ouro         |
| Nova Zelândia — RMNZ (30 000)                | 2× Platina   |
| Suécia — GLF (40 000)                        | 2× Platina   |
| Reino Unido — BPI (2 000 000)                | 3× Platina   |
| Estados Unidos — RIAA (4 589 000)            | 4× Platina   |
| Estados Unidos — RIAA (1 000 000) Mastertone | Platina      |

1. ↑  Na Itália, "Bleeding Love" sold 121 673 cópias em 2008. A Federazione Industria Musicale Italiana (FIMI) começou a incluir vendas digitais para determinar certificações a partir de 1 de Janeiro de 2010. Em 2019, "Bleeding Love" recebeu o certificado de disco de ouro pela FIMI pelo movimento de 25 mil unidades na década de 2010.[184]